# 亚科·欣蒂卡
卡洛·亚科·尤哈尼·欣蒂卡（芬蘭語：Kaarlo Jaakko Juhani Hintikka，1929年1月2日—2015年8月12日），芬蘭哲學家與邏輯學家，主要貢獻為數學哲學與邏輯，為公式化認識邏輯的發明人。

## 生平
1929年生于芬兰赫尔辛基乡镇（现名为万塔）。在佛罗里达州立大学、斯坦福大学，赫尔辛基大学和芬兰学术院执教多年。去世前他是波士顿大学的哲学教授。在数理逻辑、哲学逻辑、数学哲学、认知、语言逻辑和科学哲学方面出版和发表了30多部著作和300多篇论文。
辛提卡被认为是认知逻辑和博弈语义逻辑的创始人。在其早期职业生涯中，他提出了模态逻辑的语义本质上类似于索尔·阿伦·克里普克的关系语义（或译为Kripke语义或框架逻辑），并和艾弗特·威廉·貝斯（Evert Willem Beth）分别独立发现了现在广泛使用的语义tableau。
去世前的近十年里，他主要致力于博弈逻辑和被认为是IF逻辑上面。他对亚里士多德、卡特、维特根斯坦、查尔斯·桑德斯·皮尔士等人的解说工作。辛提卡的主要工作是在对由布倫塔諾和皮爾士建立，由羅素和弗雷格推动，进而又卡纳普、奎因和辛提卡的老师喬治·亨利克·馮·賴特的贡献的逻辑的延伸。例如：1998年，辛提卡出版的《數學原理再探》可以与罗素在1903年写的《数学原理》一书相媲美。
辛提卡在1962-2002年是一名荷兰的国际《综合》杂志的编辑，并且曾经是十几名编辑的顾问。他是第一届国际哲学联合会的副主席(1993-1996年)，也是美国哲学协会、国际历史和科学哲学联合会、符号逻辑协会的一员，政府创办的科学哲学协会的一员。在2005年,他赢得了罗尔夫·绍克奖。